# Slammiversary (2021)
Slammiversary 2021 fue un evento pago por visión de lucha libre profesional producido por Impact Wrestling. Tuvo lugar el 17 de julio de 2021 en Skyway Studios, en Nashville, Tennessee. Fue el décimo noveno evento en la cronología de Slammiversary y el tercer evento pago por visión de Impact Wrestling en el 2021.

## Producción
El 25 de abril de 2021 en Rebellion, Impact Wrestling anunció que Slammivesary se llevaría a cabo en julio de 2021 en los Skyway Studios en Nashville, Tennessee.
El 3 de junio, Impact Wrestling anunció que Slammiversary estaría abierto a un número limitado de fanáticos de pago, con boletos a la venta a la mañana siguiente. Será la primera vez que Impact habrá emitido un boleto a los fanáticos para asistir a un evento durante la pandemia de COVID-19, aunque con una capacidad limitada; El último evento de Impact que recibió boletos para los fanáticos fue el 7 de marzo de 2020, justo antes de que la pandemia entrara en vigencia.

## Antecedentes
Al igual que el año anterior, Impact lanzó un paquete de videos para promocionar Slammiversary, con imágenes de varios luchadores que habían aparecido anteriormente con Impact, incluidas estrellas de la empresa liada New Japan Pro-Wrestling y muchos de los cuales habían sido lanzados recientemente por WWE. Se incluyeron Samoa Joe, Mickie James, Chelsea Green (conocida en Impact como Laurel Van Ness), Kazuchika Okada, No Limit (Tetsuya Naito y Yujiro Takahashi) y The Great Muta; también se incluyeron las banderas de México, Australia y Canadá, en representación de Kalisto, The IIconics y un tercero desconocido. El 20 de mayo, se lanzó un nuevo video con contenido nuevo, incluido el logotipo de Bullet Club, y frases como un "II" azul y rosa (para The IIconics), "Forgotten" (que hace referencia a Steve Cutler y Wesley Blake de The Forgotten Sons), "YES!" (refiriéndose a Daniel Bryan).

## Resultados
- Pre-Show: Decay (Havok & Rosemary) (con Crazzy Steve & Black Taurus) derrotaron a Fire 'N Flava (Kiera Hogan & Tasha Steelz) y ganaron el Campeonato de Knockouts en Parejas de Impact.
  - Havok cubrió a Hogan después de un «Tombstone Piledriver».
- Josh Alexander derrotó a Chris Bey, Petey Williams, Rohit Raju, Ace Austin y Trey en un Ultimate X Match y retuvo el Campeonato de la División X de Impact.
  - Alexander ganó la lucha después de descolgar el título.
- Matt Cardona & Chelsea Green derrotaron a Brian Myers & Tenille Dashwood (con Kaleb with a K & Sam Beale).
  - Green cubrió a Dashwood después de un «Unprettier».
  - Durante la lucha, Kaleb & Beale interfirieron a favor de Myres & Dashwood.
- W. Morrissey derrotó a Eddie Edwards.
  - Morrissey cubrió a Edwards después de un «Realise Powerbomb».
- FinJuice (David Finlay & Juice Robinson) derrotaron a Shera & Madman Fulton.
  - Finlay cubrió a Shera después de un «Dudley Dog».
- Chris Sabin derrotó a Moose.
  - Sabin cubrió a Moose con un «Roll-Up».
- The Good Brothers (Doc Gallows & Karl Anderson) derrotaron a Violent by Design (Joe Doering & Rhino) (con Eric Young & Deaner) (c), Rich Swann & Willie Mack y Fallah Bahh & No Way y ganaron el Campeonato Mundial en Parejas de Impact.
  - Gallows cubrió a Rhino después de un «Magic Killer».
  - Originalmente, TJP iba a participar en la lucha, pero fue reemplazado por No Way debido a una lesión.
- Deonna Purrazzo derrotó a Thunder Rosa y retuvo el Campeonato de Knockouts de Impact.
  - Purrazzo cubrió a Rosa después de un «Queen's Gambit».
  - Después de la lucha, Mickie James confrontó y atacó a Purrazzo.
- Kenny Omega (con Don Callis) derrotó a Sami Callihan en un No Disqualification Match y retuvo  el Campeonato Mundial de Impact.
  - Omega cubrió a Callihan después de un «One Winged Angel» sobre tachuelas.
  - Durante la lucha, The Good Brothers (Doc Gallows & Karl Anderson) interfirieron a favor de Omega, pero fueron detenidos por Chris Sabin & Eddie Edwards.
  - Después de la lucha, Jay White confrontó a Omega.
  - El Campeonato Mundial de AEW y el Megacampeonato de AAA de Omega no estuvieron en juego.